# Lucio Postumio Albino (cónsul 154 a. C.)
Lucio Postumio Albino  fue un político y militar romano del siglo II a. C., hijo del cónsul del año 186 a. C. Espurio Postumio Albino.
Fue edil curul en el año 161 a. C. y organizó unos Juegos Megalenses en los que se representó el Eunuchus de Terencio. En 154 a. C. ocupó el consulado, pero murió siete días después de salir de Roma para ir hacia su provincia, sospechándose que fue envenenado por su mujer.